# Syrphoctonus varianus
Syrphoctonus varianus är en stekelart som beskrevs av Baltazar 1955. Syrphoctonus varianus ingår i släktet Syrphoctonus och familjen brokparasitsteklar. Inga underarter finns listade i Catalogue of Life.